# Зеволде

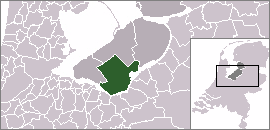
Положение общины Зеволде на карте Нидерландов

Зеволде (нидерл. Zeewolde) — город и община в провинции Флеволанд.
Население — 20567 человек (2008).
Община Зеволде был основан в 1984 году на польдерах, в 1986 году перешла под администрацию Флеволанда. Первые поселенцы-фермеры на земле появились ещё в 1979 году.
Так как земли осушены недавно, ландшафт и архитектура Зеволде чётко спланированы.
В городке действует предприятие по выпуску суперкаров Spyker. Однако, основой экономики остаётся сельское хозяйство.

## Галерея

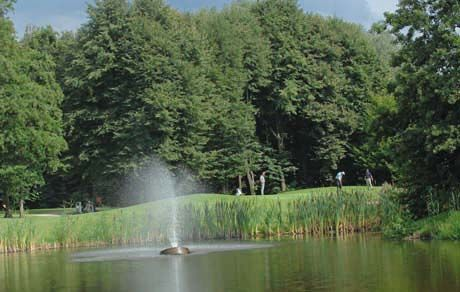
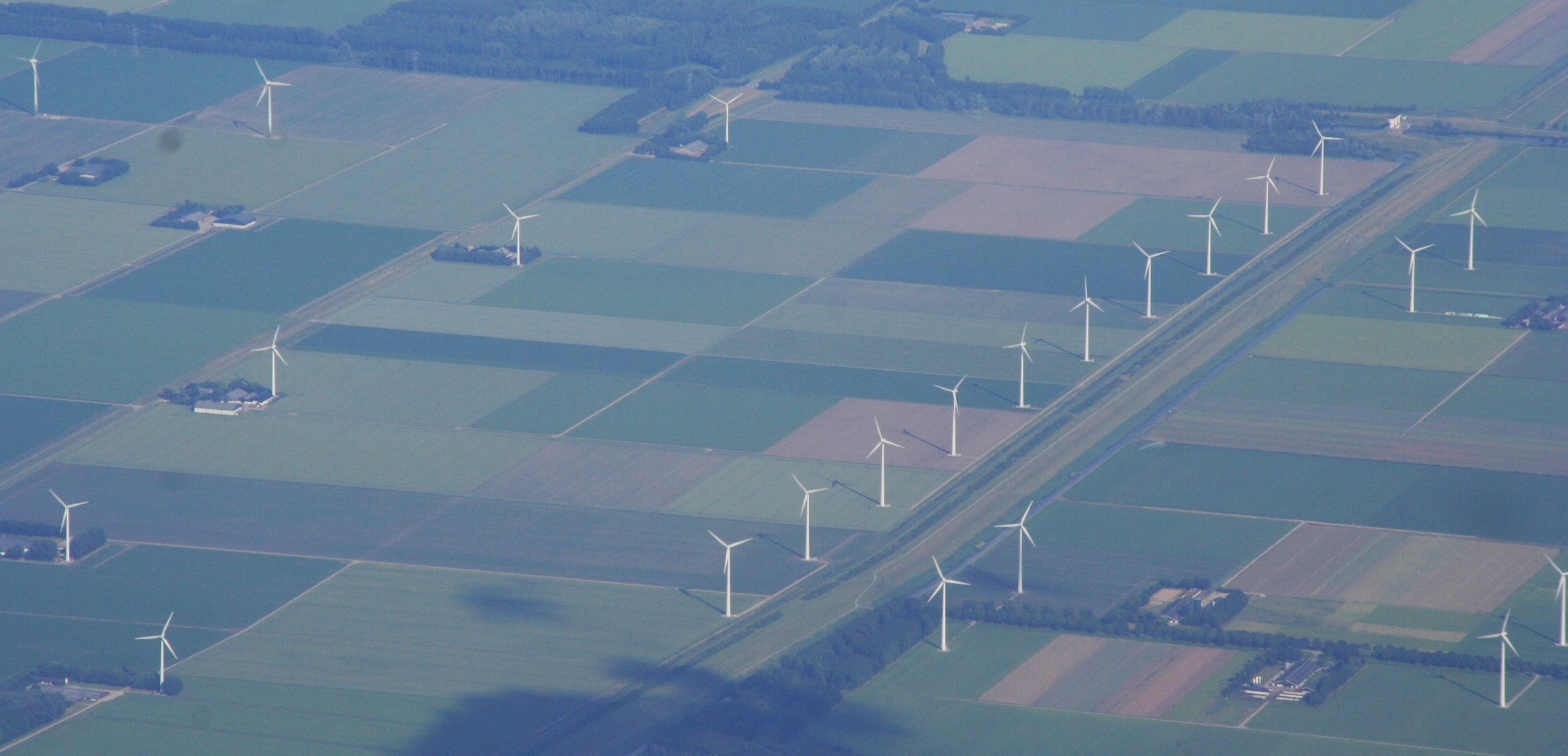
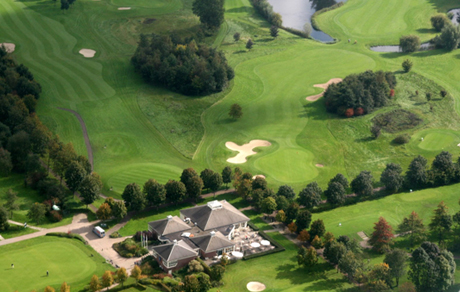
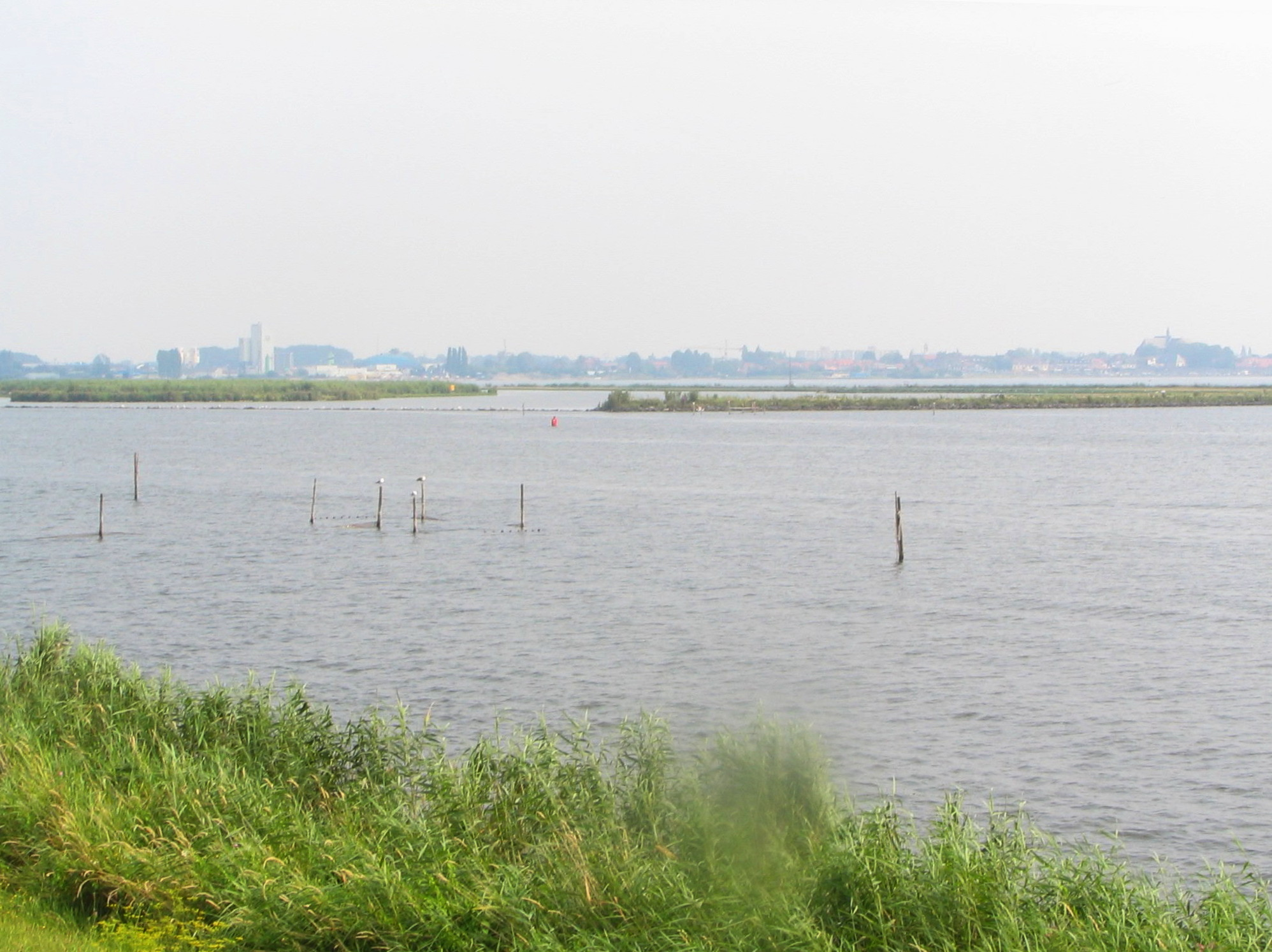